# 斗南交流道 (台78線)
斗南交流道位於臺灣雲林縣大埤鄉，是連結台1線的交流道，指標為台78線32k，於2003年1月28日通車。
此交流道一開始只設計為東出西入匝道，經地方民意代表爭取之下，交通部公路總局便增設西出東入匝道，於2013年11月28日完工通車。
|  | 32 斗南 |  | 斗南 大林 |

## 鄰近公路
- 台1線
- 縣道157號
- 雲184線

## 外部連結
- 台78線斗南交流道示意圖 （页面存档备份，存于）（交通部公路總局）